# Synycha
Synycha (ukr. Синиха) – wieś na Ukrainie, w obwodzie charkowskim, w rejonie kupiańskim. W 2001 liczyła 304 mieszkańców, spośród których 265 posługiwało się językiem ukraińskim, 38 rosyjskim, a 1 mołdawskim.